# Heinrich Taube von Selbach
Magister Heinrich Taube von Selbach († 9. Oktober 1364), auch Henricus Surdus de Selbach, Heinrich Taub, Heinrich der Taube, war ein mittelalterlicher Kleriker, Jurist und Chronist.

## Leben
Er stammte wohl aus einem siegerländischen Rittergeschlecht in der Ganerbschaft Selbach. Der Beiname „Taube“ ist z. B. für einen oder zwei Soester Ratsherren aus dieser Familie überliefert. Aus dem Titel „Magister“ lässt sich ableiten, dass Heinrich studierte (eventuell in Bologna). Von 1328 bis 1335 war er als Prokurator am päpstlichen Gerichtshof, der Rota, in Avignon tätig. Wohl ab 1336 hatte er eine Chorherrenpfründe am Willibaldschor des Eichstätter Doms inne und war in dieser Eigenschaft zugleich Kaplan des Bischofs von Eichstätt. Im heiligen Jahr 1350 unternahm er eine Rom-Reise, wo er am 14. März 1350 der ersten Ausstellung des Schweißtuchs der Veronika beiwohnte. In Eichstätt stieg er unter Bischof Berthold von Zollern in eine leitende Stellung in der bischöflichen Kanzlei auf und wurde als bischöflicher Pönitentiar Leiter des Bußwesens des Bistums. Auch als Richter wird er mehrmals urkundlich genannt. Er blieb dabei nominell immer nur Inhaber der St.-Willibalds-Pfründe. 1361 bewunderte er in Nürnberg die anlässlich der Geburt des Kaisersohns Wenzeslaus ausgestellten Reichskleinodien.

## Werk
Heinrich verfasste mit der Chronik Heinrichs Taube von Selbach eine faktenreiche Chronik der kaiserlichen und päpstlichen Politik von 1294 bis 1363.
Die Autorschaft Heinrichs für Biographien von sechs Eichstätter Bischöfen aus der Zeit von 1306 bis 1355 im Liber pontificalis ecclesiae Eistetensis gilt ebenfalls als gesichert.